# Leonard B. Smith
Leonard Bingley Smith (Poughkeepsie (New York), 5 september 1915 – Scottsdale (Arizona), 26 juli 2002) was een Amerikaans componist, dirigent, muziekpedagoog, trompettist en kornettist.

## Levensloop
Smith begon op 8-jarige leeftijd met trompetlessen. Op 14-jarige leeftijd werd hij toegelaten als student aan de New York Military Academy. Aansluitend studeerde hij aan de Ernest Williams School van de Universiteit van New York in New York en vanaf 1933 aan het Curtis Institute of Music in Philadelphia (Pennsylvania). Naast Ernest Williams waren zijn leraren Mayhew L. Lake, Erik W. G. Leidzen, Pierre Henrotte en Rosario Scalero.
Zijn carrière als solist begon in het Georges Barrere Little Symphony Orchestra in New York. Op 19-jarige leeftijd wisselde hij in 1935 tot de befaamde Edwin Franko Goldman Band als solo kornettist, waar hij zes jaren meespeelde. Aansluitend werd hij - eveneens voor zes jaren - 1e trompettist in het Detroit Symphony Orchestra. Van 1936 tot 1942 werkte hij eveneens in de RCA Victor Band. Vanaf 1942 deed hij gedurende de Tweede Wereldoorlog dienst als solo kornettist in de United States Navy Band in Washington, D.C..
Hij was korte tijd lid van het Philadelphia Orchestra en eveneens van het Toscanini NBC Orchestra.
In 1946 was hij oprichter van de Detroit Concert Band, een van de weinige professionele harmonieorkesten, en verzorgde daarmee in de tijd van 1974 tot 1981 bij het platenlabel H and L plaatopnames van alle marsen van John Philip Sousa. Verder verzorgde hij plaatopnames onder de titel Gems of the Concert Band met muziek van Patrick Sarsfield Gilmore (1829-1892), John Philip Sousa, Arthur Pryor (1870-1942) en anderen. Eveneens maakte hij een documentatie voor de British Broadcasting Corporation over het leven van John Philip Sousa. Smith bewerkte vele symfonieën, opera's en balletmuziek voor harmonieorkest. Op 55-jarige leeftijd stopte hij met het trompet spelen en was bezig als dirigent; de Detroit Concert Band dirigeerde hij tot 1991 en verder was hij dirigent van de Blossom Festival Concert Band in de buurt van Cleveland (Ohio) van 1972 tot 1997.
Als muziekpedagoog doceerde hij aan de Wayne State University in Detroit (Michigan) en was dirigent van de harmonieorkesten aan de Universiteit van Detroit Mercy in Detroit (Michigan). Hij was president van de Association of Concert Bands en was lid van de American Bandmasters Association (ABA).
Als componist schreef hij werken voor harmonieorkesten en koren.

## Composities

### Werken voor harmonieorkest
- 1960 Town Crier, mars
- 1990 The Advocate-Messenger March
- Apollo, voor kornetsolo en harmonieorkest
- Camping Out, voor trombone solo en harmonieorkest
- Chamade, voor kornetsolo en harmonieorkest
- Conqueror, voor eufonium solo en harmonieorkest
- Fiesta Time, voor kornetsolo en harmonieorkest
- Firefly, voor kornetsolo en harmonieorkest
- Golden Glow, voor kornetsolo en harmonieorkest
- Hail Detroit (officiële mars voor de 250-jaar viering van de oprichting van de stad Detroit)
- Jurisprudence March
- Mainliner March
- Music Festival March
- Picnic Time, voor kornetsolo en harmonieorkest
- Splendor and Majesty, anthem
- The March King
- The Marshall, voor trombone solo en harmonieorkest
- Triple Threat, voor kornetsolo en harmonieorkest
- Valiant, voor kornetsolo en harmonieorkest

### Werken voor gemengd koor
- Our God Reigns, voor gemengd koor

### Kamermuziek
- 76 Trombones Minus 72, voor trombone kwartet
- All Breathing Life, voor koperensemble

### Pedagogische werken
- Treasury of Scales
- Warm-ups for Symphonic Band

## Publicaties
- Joseph Bowman: Leonard Smith: America's Premier Cornet Virtuoso, in: International Trumpet Guide Journal, juni 2002, pg.34-36, 42